# Martin Ekblad
Sven Martin Ekblad, född 20 februari 1910 i Stockholm, död 5 februari 1973 i Engelbrekts församling i Stockholm, var en svensk psykiater. 
Ekblad blev medicine licentiat vid Karolinska institutet i Stockholm 1935, medicine doktor 1948, var docent i psykiatri vid Karolinska institutet från 1948, biträdande överläkare vid psykiatriska kliniken på Karolinska sjukhuset 1948–1955 och överläkare på Beckomberga sjukhus från 1955. Han var ledamot av sinnessjuknämnden från 1962 och sakkunnig i Försäkringsdomstolen från 1962. Han blev förste marinläkare 1953, i reserven 1955–1957. Han författade skrifter i psykiatri och neurologi. Han tilldelades professors namn 1970. Martin Ekblad är gravsatt i minneslunden på Skogskyrkogården i Stockholm.